# Baileyoxylon lanceolatum
Baileyoxylon es un género monotípico de plantas fanerógamas con una sola especie de arbustos perteneciente a la familia de las achariáceas. Su única especie: Baileyoxylon lanceolatum C.T.White, es originara de Queensland en Australia. 

## Taxonomía
Baileyoxylon lanceolatum fue descrita por el botánico y pteridólogo australiano, Cyril Tenison White y publicado en Journal of the Arnold Arboretum 22: 143, en el año 1941.